# 1755 în literatură
Anul 1755 în literatură a implicat o serie de evenimente și cărți noi semnificative.  